# Vallérargues
Vallérargues är en kommun i departementet Gard i regionen Occitanien i södra Frankrike. Kommunen ligger i kantonen Lussan som tillhör arrondissementet Nîmes. År 2022 hade Vallérargues 132 invånare.

## Befolkningsutveckling
Antalet invånare i kommunen Vallérargues
Referens:INSEE